# Transaktion
En transaktion er en handling, som enten udføres helt eller slet ikke udføres.
En finansiel transaktion omfatter handel med finansielle instrumenter mellem banker eller andre finansielle institutioner. Som eksempler på de pågældende finansielle instrumenter kan nævnes værdipapirer, obligationer, aktier og derivater.

Fx er en bankoverførsel en transaktion. Den består af to handlinger: En nedskrivning af saldo hos personen, der overfører penge og en opskrivning af saldo for personen, der modtager penge. Disse to handlinger skal enten begge ske, eller begge ikke ske.
Transaktionsbegrebet sikrer denne sammenhæng.
Two-phase commit er en teknisk implementering af transaktioner.